# 卡爾季察足球會
卡爾季察阿納格尼斯足球會(英語：Anagennisi Karditsa 1904 Football Club)是一支位於希臘卡爾季察的職業足球會，於1904年成立。目前於希臘足球超級聯賽2角逐。

## 球會榮譽
- 希腊足球乙级联赛《第三級》

 冠軍： (3) 1969, 1992–93, 1996–97
 亞軍： (3) 1980–81, 2007–08, 2012–13
- 第四級聯賽

 冠軍： (3) 1991–92, 2011–12, 2020–21
 亞軍： (2) 2002–03, 2003–04
- 希臘足球業餘盃

 冠軍： (1) 1980–81
- 色薩利足協會錦標賽

 冠軍： (2) 1961–62, 1962–63

## 外部連結
- Gate 3 - Karditsa Fans (Official)（页面存档备份，存于）
- ASA Club Anthem（页面存档备份，存于）
- Ethniko Stadion Karditsas at Stadia.gr（页面存档备份，存于）
- at anagenisi-karditsas.gr（页面存档备份，存于）